# Cronologia delle campagne partiche di Lucio Vero
La cronologia delle campagne partiche di Lucio Vero elenca tutti gli accadimenti importanti degli anni compresi tra il 161 ed il 166. Questa cronologia segue quella fornita dal Birley nel suo Marcus Aurelius.

## Cronologia
| Data                                 | Evento | Fonte | Monetazione |
| ------------------------------------ | --- | --- | --- |
| 7 Marzo 161                          | Antonino Pio morì | Cassio Dione, 71.33.4–5; cfr. Historia Augusta, Marcus Aurelius, 7.3; Historia Augusta, Antoninus Pius, 12.4–7                                               | |
| 7 Marzo 161                          | Marco e Lucio divennero imperatori; si celebra la concordia Augustorum | Historia Augusta, Marcus Aurelius, 7.3 e 7.5; Historia Augusta, Lucius Verus, 3.8                                                                            | RIC Lucius Verus e Marcus, 1283; MIR 18, 16-16/11; Banti 18; BMCRE 857; Cohen 27.                                                                                                  |
| fine estate o inizio autunno del 161 | Il cambio al vertice dell'Impero romano sembra abbia incoraggiato Vologese IV di Partia a compiere la prima mossa a aggredendo il Regno di Armenia, alleato dell'Impero romano ed installando un re fantoccio di suo gradimento, Pacoro III, un arsacide come lui. Fu l'inizio delle ostilità tra Romani e Parti | Cassio Dione, 71, 2.1; Luciano di Samosata, 21; 24-25. | |
| estate del 162                       | Il Senato diede il suo assenso e Lucio Vero partì per il fronte orientale, lasciando Marco Aurelio a Roma, perché la città «ha chiesto la presenza di un imperatore». | Historia Augusta, Marcus Aurelius, 8.9 | |
| estate (?) 163                       | La capitale armena Artaxata venne occupata dalle armate romane. Lucio assunse il titolo di Armeniacus, mentre Marco accettò la sua seconda salutatio imperatoria. | Historia Augusta, Marcus Aurelius, 9.1; Historia Augusta, Lucius Verus, 7.1-2; Frontone, Ad Verum Imperator 2.3 = Haines 2.133; AE 2000, 1537, AE 1986, 528. | Roman Imperial Coinage Lucius Verus, III, 501. |
| autunno/inverno del 163 o del 164    | Lucilla venne accompagnata dalla madre Faustina, insieme ad uno zio di Lucio, Marco Vettuleno Civica Barbaro, fino in Oriente. Marco che avrebbe voluto accompagnare la figlia fino a Smirne, in realtà non andò oltre Brindisi.                                                                                 | Historia Augusta, Marcus Aurelius, 9.4-6; Historia Augusta, Lucius Verus, 7.7                                                                                | |
| 164                                  | L'ex console romano di origine emesana, Gaio Giulio Soemo, deposto da Vologese, venne incoronato nuovamente re tributario d'Armenia | Frontone, Ad Verum Imperator 2.1.3 = Haines 2.133 | RIC III, Antoninus Pius to Commodus, n. 511-513 p. 255 e n. 1370-1375 p. 322. |
| 164                                  | Marco assunse anch'egli il titolo di Armeniacus. | AE 1998, 1622; AE 1998, 1625, AE 1998, 1626; AE 1966, 517.                                                                                                   | Roman Imperial Coinage Marcus Aurelius, III, 142. Roman Imperial Coinage, Marcus Aurelius, III, 92; MIR 18, 88-4/30; RSC 469.                                                      |
| 164                                  | Dopo la seconda campagna contro i Parti, Lucio Vero ottiene una VIC(toria)/PAR(tica) | | RIC Lucius Verus, III 525; MIR 18, 94-12/37; Calicó 2177; BMCRE 297/295. |
| 165                                  | Le vittoriose armate romane entrarono ed occuparono la Mesopotamia, giungendo fino ad assediare e occupare Ctesifonte. Lucio venne così acclamato Parthicus Maximus mentre Marco venne acclamato imperator per la terza volta.                                                                                   | Historia Augusta, Lucius Verus, 8.3-4; CIL VIII, 14435, AE 1992, 1184.                                                                                       | RIC Lucius Verus, III, 1430. MIR 18, 114-16/35; BMCRE 1274 note (Aurelius); Cohen 191. RIC Lucius Verus, III, 1433. RIC Marcus Aurelius, III 163; BMCRE 406; RSC 878.              |
| 166                                  | Il generale romano Avidio Cassio diede prova della forza di Roma, invadendo il paese dei Medi al di là del Tigri, permettendo a Lucio di fregiarsi del titolo vittorioso di Medicus insieme a Marco. Quest'ultimo otteneva, inoltre, la IV salutatio imperatoria oltre al titolo il Parthicus Maximus.           | Historia Augusta, Lucius Verus, 7.2; Historia Augusta, Marcus Aurelius, 9.2; ILS 1098; AE 1897, 124.                                                         | Roman Imperial Coinage, Marcus Aurelius, III, 163. Roman Imperial Coinage, Marcus Aurelius, III, 174; MIR 18, 149-2/37; Calicó 1995. RIC Lucius Verus, III, 566. Gnecchi pl.72, 5. |
| 166                                  | L'esercito romano di ritorno dalla guerra vittoriosa in Oriente, portò con sé una terribile pestilenza, in seguito conosciuta come la "peste antonina", che si diffuse per quasi un ventennio, mietendo milioni di vittime.                                                                                      | Cassio Dione, 72, 14.3-4 | |
| 12 ottobre 166                       | Al ritorno dalla campagna militare, Lucio venne premiato con un trionfo, insieme al fratello Marco. In questa circostanza vennero elevati al rango di Cesari i due figli di Marco, Commodo di cinque anni e Marco Annio Vero di tre.                                                                             | | |